# Simon Tailleu
 (octobre 2014).
Si vous disposez d'ouvrages ou d'articles de référence ou si vous connaissez des sites web de qualité traitant du thème abordé ici, merci de compléter l'article en donnant les références utiles à sa vérifiabilité et en les liant à la section « Notes et références ».
Simon Tailleu, né le 22 mars 1983  à Martigues, est un bassiste et contrebassiste de jazz.

## Biographie
Simon Tailleu commence la contrebasse à l’IMFP (Institut musical de formation professionnelle) de Salon de Provence. Il joue de la Contrebasse, de la basse acoustique et de la basse électrique. Il obtient le premier prix au diplôme de fin d’étude puis la médaille d’or à l’unanimité du conservatoire à rayonnement régional de Marseille. 
En 2005, il remporte le premier Prix de groupe au concours national de jazz de la Défense avec le groupe "Newtopia" formé par Raphaël Imbert aux saxophones alto et ténor, entouré par Simon Tailleu à la contrebasse, le pianiste israélien Yaron Herman, le saxophoniste sud africain Zim Ngqawana, Stéphane Caracci au vibraphone et Cedrick Bec à la batterie.
En 2006, il gagne le deuxième Prix de groupe et premier Prix de composition au concours national de jazz de la Défense avec le groupe "In&Out".
En 2007, il entre au Conservatoire national supérieur de musique et de danse de Paris dans la classe de "Jazz et Musiques Improvisées" dirigée par le contrebassiste Riccardo Del Fra. 
En novembre 2008, il participe à la création du quartet "Tout Finira Bien" avec Gilles Bourgain, Florent Hubert et Stéphan Caracci.
En 2009, il joue dans l'enregistrement du disque E.C.H.O.E.S. de Christophe Leloil avec Carine Bonnefoy, Raphaël Imbert, Thomas Savy, et Cedrick Bec. 
Il se produit régulièrement sur la plupart des scènes et clubs de jazz. Il participe à la plupart des festivals français de jazz notamment le festival de Ramatuelle, le festival de Jazz d'Antibes Juan-les-Pins, celui de Banlieues Bleues ainsi que celui de Jazz in Marciac. Il part en tournée avec Yaron Herman et son trio à travers la France, à Londres, à Amsterdam ; à New York avec Rebecca M. Quintet « Tchekhov Jass » ; avec Thomas Enhco en Asie. En 2013, il participe à la "Semaine du jazz français" au célèbre Jazzhus Montmartre de Copenhague au Danemark.
Simon Tailleu a joué et joue encore notamment avec les musiciens de jazz tels que Walter Smith, Marcus Gilmore, Yaron Herman, Michel Portal, Stéphane Belmondo, Youn Sun Nah, Pierre de Bethmann, Alexandra Grimal, Bireli Lagrene et Federico Casagrande. 
Simon Tailleu joue également dans le groupe de Didier Lockwood (Didier Lockwood and The Jazz Angels) avec le pianiste et violoniste Thomas Enhco et le batteur Nicolas Charlier, et dans le Gauthier Toux Trio avec Gauthier Toux et Maxence Sibille.
En 2015, il se produit au théâtre national de La Criée à Marseille dans une coproduction intitulée Cross-over fantaisies avec Vincent Peirani à l'accordéon, Paul Lay au piano et François Salque au violoncelle.
En 2016, il réalise le second disque de Tout Finira Bien intitulé Au Cœur (Igloo Records, Nov 2016), dans lequel il intervient aussi comme arrangeur et interprète.
En 2019, il contribue à l'album La Traversée de Chrystelle Alour

## Discographie
- 2024 : Credo, Pierre de Bethmann Quartet (Alea)